# Phthonandria emarioides
Phthonandria emarioides là một loài bướm đêm trong họ Geometridae.